# Whidbeyella
Whidbeyella, monotipski rod crvenih algi iz porodice Scinaiaceae. Jedina je priznata vrsta morska alga W. cartilaginea, uz pacifičkiu obalu Kanade i Washingtona, zapadna obala otoka Whidbey, odakle joj i ime.